# Pistoleros (2007)
Pistoleros ist eine dänische Actionkomödie von Shaky González. Er kam nie außerhalb von Dänemark in die Kinos und erschien Anfang 2009 auf DVD.

## Handlung
Gangsterboss Frank hat angeblich kurz vor seiner Verhaftung einen Millionschatz versteckt. Der Weg zu den 5 Millionen ist auf dem Tattoo einer schönen Stripperin zu finden, wovon zahlreiche Gauner über mehrere Ecken erfahren.
Es kommt zu einem Showdown auf dem Schrottplatz, aber eigentlich weiß keiner so recht, wo das Geld ist. Erst im Abspann wird ein möglicher Ausgang der Geschichte aufgezeigt.

## Kritiken
„Dänemarks chilenischstämmiger Genrekino-Desperado Shaky Gonzales ("One Hell of a Christmas") hat wieder zugeschlagen und präsentiert pakistanische Drogengangster, Latino-Outlaws, Jugo-Mafia und dänische Biker im flotten Austausch verbaler und praktischer Unfreundlichkeiten. Beständig wechselnde Fronten, wilde Zeitsprünge auf der Erzählebene, liebevoll choreografierte Gewalt und farbenfroh detailreich portraitierte Comic-Charaktere erinnern in guten Momenten an Tarantino und sollten bei zuständigen Kreisen auf offene Gegenliebe stoßen.“

„Ich würde die Story/Regie nicht mit Robert Rodriguez vergleichen, eher Guy Ritchie oder die Coen-Brüdern. Es ist lustig und geistreich, modern geschnitten und überraschend und kommt fast ohne Tomatensoße aus.“